# Paraentomonyx
Paraentomonyx is een geslacht van kreeftachtigen uit de klasse van de Malacostraca (hogere kreeftachtigen).

## Soort
- Paraentomonyx depressus (Sakai, 1974)